# Anna-Katarina Hermansson
Anna-Katarina Hermansson, född 1944 i Trekanten, är en svensk målare och textilkonstnär.
Hermansson studerade vid Wiener Kunstschule 1963-1964 och på Lunnevads folkhögskolas bild och formlinje 1972-1974.  
Bland hennes offentliga arbeten märks en ridå till kollektivhuset Stolplyckan i Linköping samt utsmyckning av några barndaghem. 
Hennes konst består av finstämda interiörer och landskap samt applikationer i textil.
Hermansson är representerad vid Östergötlands museum, Östergötlands läns landsting, Linköpings kommun och Kinda Kommun.